# Lekarstwa na miłość

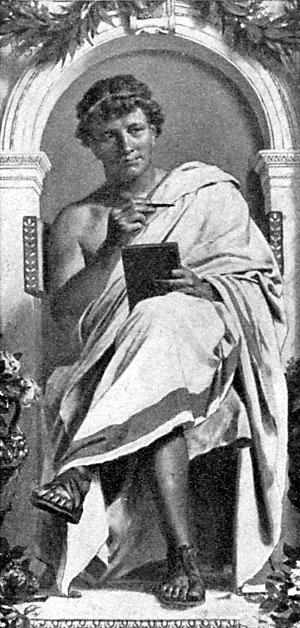
Piszący Owidiusz na obrazie Antona von Wernera

Remedia Amoris (Lekarstwa na miłość) – 814-wersowy poemat dydaktyczny napisany po łacinie w 2 r. n.e. przez Owidiusza (43 p.n.e.–18 n.e.).
W poemacie tym Owidiusz podaje czytelnikowi rady i strategie, co zrobić, aby nie zostać przygniecionym brzemieniem miłości, szczególnie tej nieodwzajemnionej lub przerwanej, oraz jak wyzbyć się tego uczucia. Rady te opisywane były jako stoickie. Owidiusz zaleca m.in.:
Aby porzucić ukochanego/ukochaną
- Próbuj wycofać się z kochania, zanim uczucie nabierze zbyt dużej wagi.
- Próbuj być tak zajętym, jak to możliwe, np. pracą.
- Podróżuj i spróbuj unikać znanych miejsc, które przypominają ci o związku.
- Nawiązuj wiele związków lub przynajmniej jeden, aby zapomnieć o poprzednim.
- Próbuj uprawiać seks w nieprzyjemny sposób.
- Skupiaj się na nieprzyjemnych cechach, ułomności czy fizycznych brakach osoby, którą darzysz uczuciem.
- Próbuj skupić uwagę na wszystkich niefortunnych okolicznościach związanych z tym związkiem, np. w kwestiach materialnych.
- Nie stroń od innych.
- Nie bywaj tam, gdzie pary bywają.

Po opuszczeniu ukochanego/ukochanej
- Unikaj kontaktów z ukochanym/ukochaną i jego/jej rodziną.
- Tłumacząc innym przyczyny zerwania, nie wchodź w szczegóły.
- Zachowaj milczenie na temat związku po jego ustaniu.
- Jeżeli masz spotkać byłego ukochanego/byłą ukochaną ponownie, nie staraj się dobrze wyglądać z tej okazji.
- Porzuć wszelką nadzieję na odnowienie związku.
- Spal portrety i listy byłej ukochanej/byłego ukochanego.
- Stroń od teatru czy poezji, które idealizują ideę miłości.
- Uwierz, że nie masz rywala/rywalki, aby uniknąć uczucia zawiści (według Owidiusza zawiść jest głównym powodem, dla którego ludzie pozostają w miłości).
- Nie zatrzymuj się przed progiem byłej ukochanej/byłego ukochanego, uzmysłów sobie jej/jego dom jako dom przynoszący tylko nieszczęście.
- Nie jedz niektórych potraw.
- Nie pij w umiarze. Jeżeli już, to pij za dużo lub wstrzymaj się od picia w ogóle.

Głównym celem poematu było nauczanie (głównie) młodzianów, jak zaniechać idealizowania kobiet czy dziewcząt, które ich kochają, oraz wyjście im naprzeciw z pomocą, gdy miłość sprowadza ich do wielkiego żalu czy nieszczęścia. We fragmencie skierowanym do dziewcząt Owidiusz twierdzi natomiast, że dzięki stosowaniu jego rad i strategii można zapobiec samobójstwom z powodu niefortunnych związków.
W XVI w. Marchel Kurzelowczyk przetłumaczył na język polski dzieło jako Ovidius albo Przeciwko płomienistej miłości ksiąg dwoje (wyd. prawd. 1584). Z tłumaczenia tego zachowały się fragmenty.